# Epizód egy vasgyűjtő életéből
AZ Epizód egy vasgyűjtő életéből (bosnyákul: Epizoda u životu berača željeza) 2013-as boszniai filmdráma, amelyet Danis Tanović rendezett. A filmet bemutatták a 63. berlini filmfesztiválon, ahol elnyerte a Zsűri Nagydíját, és Nazif Mujić a legjobb színésznek járó Ezüst Medvét. Vetítették a 2013-as Torontói Nemzetközi Filmfesztiválon A film képviselte Boszniát a legjobb nemzetközi játékfilm kategóriában az Oscar-díj 86. kiadásán, és bejutott a januári rövidlistára.

## Cselekménye
Egy roma család vidéken él Bosznia-Hercegovinában. Nazif fémet bont ki régi autókból, és eladja egy hulladékkereskedőnek. Élettársa, Senada, a háztartást vezeti, és neveli két kislányukat. Egy napon az asszony akut gyomorfájdalmat érez. A kórházban kiderül, hogy születendő gyermeke meghalt, ezért a vérmérgezés elkerülése érdekében sürgősen meg kell műteni. Nem lévén azonban sem egészségbiztosításuk, sem pénzük, a műtétet nem engedhetik meg maguknak. A pár kétségbeesetten próbálja összegyűjteni a szükséges forrást, mielőtt túl késő lenne.

## Szereposztás
A szerepeket nem hivatásos színészek játsszák, akik saját életük egy-egy epizódját elevenítik meg.
- Nazif Mujić: Nazif
- Senada Alimanović: Senada
- Šemsa Mujić: Šemsa
- Sandra Mujić: Sandra

## Fordítás
Ez a szócikk részben vagy egészben  az   An Episode in the Life of an Iron Picker című angol Wikipédia-szócikk ezen változatának fordításán alapul.  Az eredeti cikk szerkesztőit annak laptörténete sorolja fel. Ez a jelzés csupán a megfogalmazás eredetét és a szerzői jogokat jelzi, nem szolgál a cikkben szereplő információk forrásmegjelöléseként.